# الرومانية الكاثوليكية في أوروبا

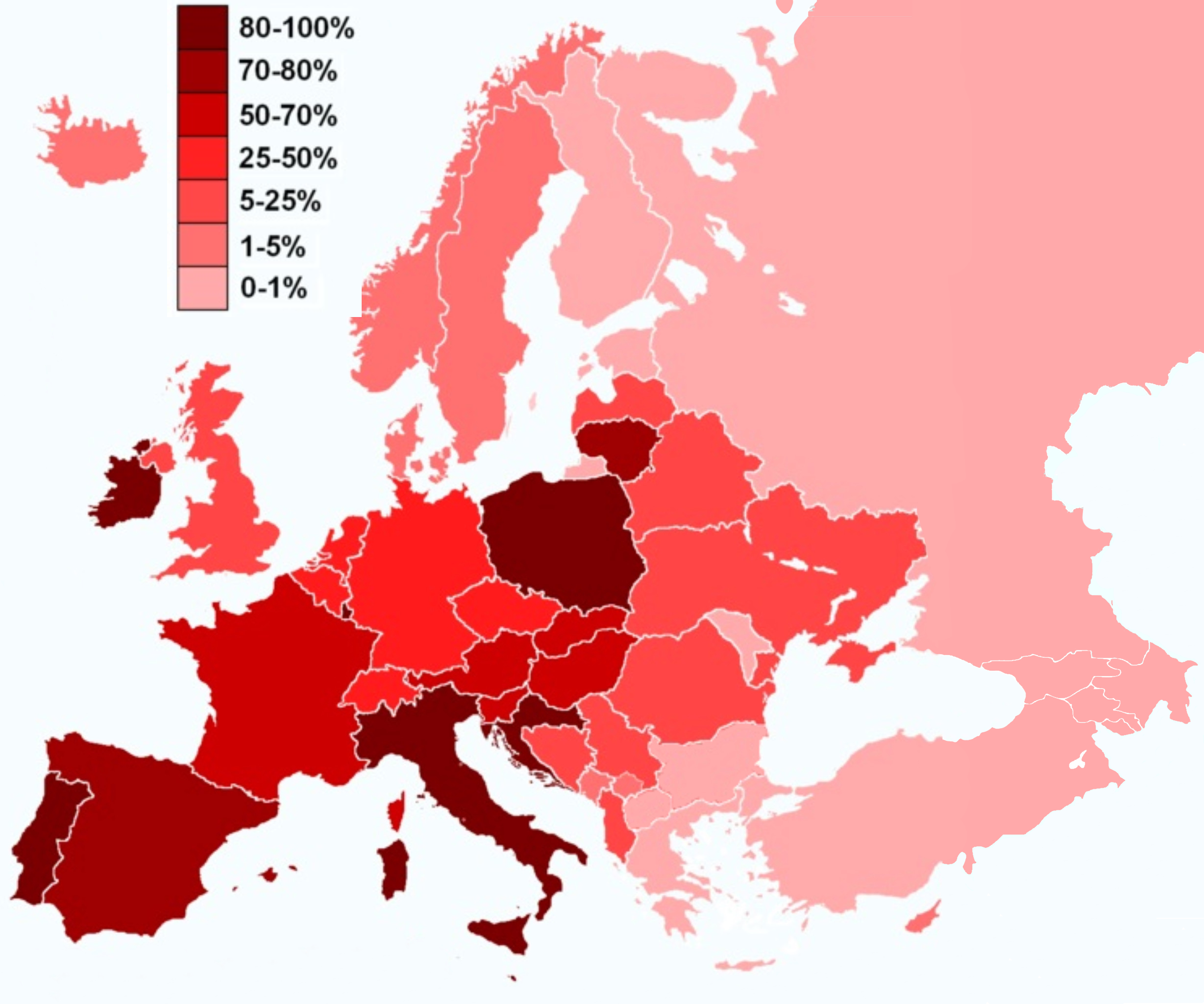
نسبة الكاثوليك حسب الدول الأوروبيَّة.

الكنيسة الرومانية الكاثوليكية هي أكبر المذاهب المسيحية في أوروبا ويشكلون حوالي 35% من مجمل سكان أوروبا أي حوالي 262 مليون نسمة. وحوالي 46.3% من مجمل مسيحيين أوروبا.
تحتضن أوروبا عاصمة العالم الكاثوليكي وهي الفاتيكان حيث يوجد الكرسي الرسولي. مثلت الكنيسة الرومانية الكاثوليكية القوة الروحية الأساسية في تاريخ الحضارة الغربية، إلى جانب الأرثوذكسية الشرقية والبروتستانتية. على مر القرون طورت الكنيسة الكاثوليكية منظومة لاهوتية معقدة وثبتت بنية إدارية فريدة تحكمها البابوية أقدم ملكية مطلقة مستمرة في العالم.
يُشّكل الكاثوليك الأغلبية في الدول التالية: إيطاليا، البرتغال، إسبانيا، فرنسا، بلجيكا، جمهورية أيرلندا، النمسا، هنغاريا، كرواتيا، سلوفينيا، سلوفاكيا، بولندا، ليثوانيا، موناكو، أندورا، مالطا، ليختنشتاين، لوكسمبورغ والفاتيكان. كما وتتواجد أقليات كاثوليكية كبيرة في إنجلترا وويلز وبعض مناطق أيرلندا الشمالية وجنوب هولندا وجنوب ألمانيا وجنوب سويسرا وغرب أوكرانيا ورومانيا والتشيك وبعض مناطق لاتفيا وبيلاروس.
حسب دراسة قام بها معهد بيو وجدت أن في عام 1910 أقام 65% من مجمل كاثوليك العالم في أوروبا، بالمقابل في عام 2010 أقام حوالي ربع الكاثوليك في جميع أنحاء العالم في أوروبا. وهذا يرجع جزئيًا إلى الهجرة في أوقات مختلفة للمجموعات العرقية الأوروبية الكاثوليكية (مثل الطليان، والإسبان، وألمان، والإيرلنديون، والبرتغاليون، والفرنسيون، والكروات والمجريون) إلى قارات أخرى مثل الأمريكتين وأستراليا على وجه الخصوص. وعلاوة على ذلك، يرجع ذلك أساسًا إلى نشاط الإرساليات التبشيريَّة الكاثوليكية خارج أوروبا سواء من خلال النشاط التبشيري الكاثوليكي التاريخي، وخاصًة في أمريكا الجنوبية، أو خلال الإستعمار في الماضي حيث تحول العديد من السكان الأصليين إلى الكاثوليكية من قبل الدول الأوروبية الكاثوليكية، وتحديدًا الإمبراطورية الإسبانية والإمبراطورية البرتغالية والإمبراطورية الفرنسية الاستعمارية والإمبراطورية البلجيكية الاستعمارية، إلى جانب النمو السكاني الكاثوليكي في أمريكا الجنوبية، ومنطقة الكاريبي، وأفريقيا الوسطى، وغرب أفريقيا، وجنوب شرق آسيا.